# Günter Markscheffel
Günter Markscheffel (* 16. November 1908 in Gleiwitz; † 8. Juli 1990 in Adenau) war ein deutscher Journalist und Politiker der SPD.

## Leben
Nach dem Volksschulabschluss und dem Besuch der Gymnasien in Gleiwitz und Hirschberg bis zur Mittleren Reife studierte Markscheffel an der Universität Breslau. In den Jahren 1928 bis 1933 war er Lokalredakteur der SPD-Zeitung Waldenburger Bergwacht und von 1930 bis 1931 wirkte er zugleich als Redakteur bei der Volkszeitung in Hirschberg in Schlesien. 1927 trat er in die SPD und in die Gewerkschaft ein.
Nach 1933 erlebte Markscheffel die nationalsozialistische „Machtergreifung“ zunächst als politischer Gefangener. Er konnte jedoch durch eine Flucht nach Berlin den Nationalsozialisten entkommen und leistete daraufhin aktiven Widerstand. In der Reichshauptstadt fungierte er zeitweilig als Herausgeber der illegalen Zeitung Die Freiheit. Von dort aus flüchtete er weiter ins Saargebiet, wo er erneut als Redakteur arbeitete. 1935 folgte seine Emigration nach Südfrankreich, wo er seinen Lebensunterhalt als Landarbeiter, Streckenarbeiter, Metallarbeiter und Schlosser verdiente. Zwei Jahre später ging er nach Paris, wo er eine Montagelehre absolvierte und journalistisch tätig war. In Paris wurde er Vorsitzender der Sozialistischen Arbeiterjugend. Ab 1938 nahm er die Aufgaben als Vorstandsmitglied des Landesverbandes Deutscher Sozialdemokraten in Frankreich wahr. 1939 erfolgte eine Internierung. Nach dem Überfall der deutschen Armee auf Frankreich konnte er sich 1940 durch Flucht nach Südfrankreich den Nationalsozialisten entziehen. Hier arbeitete er als Montageschlosser. Nach der Befreiung kehrte er 1944 nach Paris zurück und wurde Generalsekretär der „Parti Socialiste Allemand, Groupe en France“, die im Auftrag des SPD-Vorstandes deutsche Kriegsgefangene und rückkehrwillige Emigranten betreute. Gleichzeitig unterhielt er Kontakte als Verbindungsmann zur SFIO.
1945 kehrte Markscheffel nach Deutschland zurück und nahm 1947 die Stelle als Chefredakteur der SPD-Zeitung Die Freiheit in Mainz wahr. 1948 bis 1957 war er SPD-Bezirksvorsitzender Rheinhessen und Mitglied des Parteirates. Von 1951 bis zu seiner Mandatsniederlegung am 13. März 1957 war er für die SPD Mitglied des Landtages von Rheinland-Pfalz. Bei den Landtagswahlen 1951 und 1955 wurde er über die Landesliste der SPD in den Landtag gewählt. In der zweiten Legislaturperiode war er Mitglied des Kulturpolitischen Ausschusses, in der dritten des Hauptausschusses.
Von 1951 bis 1957 war Markscheffel Landesvorsitzender des Deutschen Journalistenverbandes in Rheinland-Pfalz. 1957 bis 1970 war er Chefredakteur des Sozialdemokratischen Pressedienstes, 1970 bis 1974 persönlicher Referent des Bundespräsidenten Gustav Heinemann. Daneben war er von 1966 bis 1976 Mitglied des Rundfunkrates des WDR. Nach 1974 war er als freier Journalist tätig.
Seine persönlichen Unterlagen, Korrespondenz und Materialien aus der journalistischen Arbeit, der Tätigkeit als SPD-Politiker, sowie aus der Arbeit als persönlicher Referent von Bundespräsident Gustav Heinemann sind heute im Archiv der Friedrich-Ebert-Stiftung zu finden.

## Auszeichnungen und Ehrungen
- 1971: Großes Verdienstkreuz der Bundesrepublik Deutschland
- Ritterkreuz der Ehrenlegion Frankreichs
- Gutenbergbüste der Stadt Mainz